# Bradornis
Bradornis är ett fågelsläkte i familjen flugsnappare inom ordningen tättingar. Släktet omfattar här tre arter som förekommer i Afrika söder om Sahara:
- Ockragumpad flugsnappare (B. comitatus)
- Törnflugsnappare (B. microrhynchus)
- Maricoflugsnappare (B. mariquensis)

Ockragumpad flugsnappare placerades tidigare i Muscicapa, men DNA-studier visar att den är närmare släkt med typarten i Bradornis, maricoflugsnappare. Omvänt har de tidigare Bradornis-arterna blek flugsnappare och trastflugsnappare visat sig vara närmare släkt med arterna i Melaenornis och Fraseria och förs till det egna släktet Agricola.